# 陳遇 (明)
陳 遇（ちん ぐう、生年不詳 - 1384年）は、元末明初の学者。字は中行。

## 生涯
祖先は曹州の人であったが、高祖父の陳義甫の代から建康に居住していた。陳遇は学問に広く通じて、とくに『易経』の象数の学に詳しかった。元末に温州教授となったが、官を棄てて帰郷し隠棲した。学者のあいだで静誠先生と称された。朱元璋が長江を渡ると、秦従龍が伊尹・呂尚・諸葛亮に喩えて推挙したことから、陳遇は朱元璋に召し出された。朱元璋と語り合って喜ばれ、密議に参与して信任されるようになった。朱元璋が呉王となると、陳遇は供奉司丞に任じられたが、辞した。洪武帝（朱元璋）が帝位につくと、陳遇は三度にわたって翰林学士に任じられたが、いずれも断った。
1370年（洪武3年）、浙江で民間を視察するよう洪武帝に命じられて赴いた。南京に帰ると、中書左丞に任じられたが、やはり就任しなかった。翌年、華蓋殿に召し出され、「平西詔」を起草するよう命じられた。礼部侍郎に任じられ、弘文館大学士を兼ねたが、また辞した。西域から良馬が進上されると、陳遇は漢の故事を引用して洪武帝を諫めた。太常寺少卿に任じられたが、固辞した。最後には礼部尚書に任じられたが、やはり固く断った。陳遇は自身が官につくことを断り続けたので、洪武帝はその子を官に召し出そうとしたが、陳遇は「臣の三子はみな幼く、学問も成っておりませんので、他日を待っていただきたい」と答えた。洪武帝は強いることはなかった。
陳遇は明の建国にあたって洪武帝の帷幄に侍った。洪武帝が保国安民の計を問うと、陳遇は「殺人を控え、税を薄くし、賢者を任用し、先王の礼楽を復活させるのを首務となさいますように」と答えた。廷臣に過失があって洪武帝に譴責されると、陳遇はその弁護に尽力し、おかげでその多くが許された。陳遇の計策の多くは秘密にして伝えられず、その寵遇の高さは勲戚大臣に比べる者もないほどであった。洪武帝はたびたび陳遇の邸に行幸し、語りかけるときは必ず「先生」と敬称をつけ、あるいは「君子」と呼んだ。1384年（洪武17年）、陳遇は死去した。鍾山に葬られた。
子の陳恭は官を歴任して工部尚書に上り、有能で知られた。